# ميريكورت (باد كاليه)
ميريكورت، باد كاليه (بالفرنسية: Méricourt, Pas-de-Calais)‏ هي بلدية تقع في إقليم باد كاليه من منطقة نور با دو كاليه في شمال فرنسا. تبلغ مساحة هذه المدينة 7.53 (كم²)، وترتفع عن سطح البحر 55 م، يبلغ عدد سكانها 11938 نسمة حسب إحصاء المعهد الوطني للإحصاء والدراسات الاقتصادية سنة 2009 م. وترأس Bernard Baude البلدية خلال فترة (2008-2014).

## توأمة
لميريكورت (باد كاليه) اتفاقيات توأمة مع كل من:
- فلوها
- تارنوفسكي غوري